# Ambrogio Spinola
Don Ambrogio Spinola Doria, marchese di Los Balbases (Genova, 1569 – Castelnuovo Scrivia, 25 settembre 1630), è stato un generale italiano, cittadino della Repubblica di Genova al servizio della Spagna e fra i più celebri del suo tempo.

## Biografia

### I primi anni
Ambrogio Spinola nacque a Genova, figlio primogenito di Filippo Spinola, marchese di Sesto e Venafro, e di sua moglie Polissena Grimaldi, figlia del principe di Salerno Nicola Grimaldi. La famiglia degli Spinola vantava antiche origini e grande potere e ricchezza in Genova. La sorella di Ambrogio, Lelia, sposerà Giulio Cesare Squarciafico, secondo marchese di Galatone, dal quale discenderanno i principi di Belmonte.
Nel XVI secolo la Repubblica di Genova, fungendo da banchiere ufficiale della monarchia spagnola, aveva il controllo sulle finanze spagnole. Molti fratelli minori di Ambrogio fecero fortuna in Spagna e tra essi Federico si distinse grandemente come soldato nelle Fiandre.

### Al servizio dell'esercito spagnolo

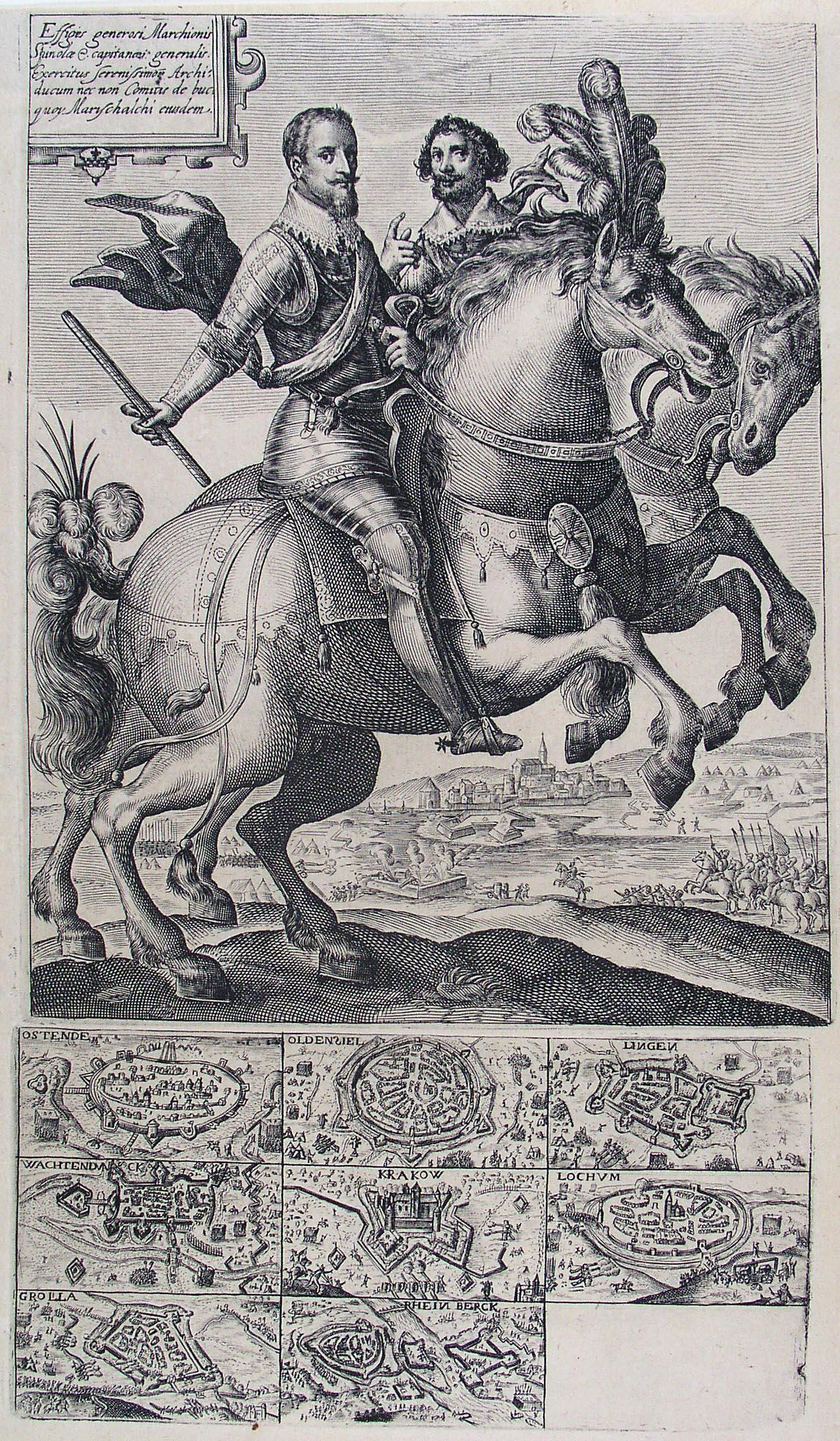
Le conquiste dello Spinola (incisione di Crispijn van de Passe).

Le casate Spinola e Doria erano secolari rivali per il controllo dell'autorità nella repubblica genovese. Ambrogio Spinola continuò questa rivalità interna, pur non ottenendo i successi sperati e perdendo invece alcune importanti occasioni in città; si dedicò pertanto al servizio della Spagna, pensando comunque di riuscire a mantenere invariato il proprio prestigio al servizio della potente monarchia nelle Fiandre. Nel 1602 con il fratello Federico entrò in contatto con il governo spagnolo come "condottiero" il che fu una vera scommessa per gli Spinola perché dovettero a loro spese creare un esercito di mille mercenari per il servizio di terra oltre ad uno squadrone di galee per la costa.
Molte delle galee provviste da Federico vennero distrutte dalle navi da guerra inglesi nel Canale della Manica e lui stesso venne ferito a morte mentre si trovava nei Paesi Bassi il 24 maggio 1603. Ambrogio decise dunque di marciare alla volta delle Fiandre nel 1602 alla testa dei suoi uomini. Durante i primi mesi di permanenza egli preparò uno schema per invadere l'Inghilterra che, pur presentato alle autorità spagnole, rimase un nulla di fatto. Sul finire dell'anno fece ritorno in Italia alla ricerca di nuovi uomini da arruolare per poi ripartire verso i Paesi Bassi. Nominato generale, ebbe difatti qui l'inizio della sua esperienza militare come soldato nell'Assedio di Ostenda il 29 settembre 1603. Le macerie della città vennero da lui conquistate, il 22 settembre 1604, dopo un anno di estenuanti combattimenti. Come ricompensa per gli sforzi compiuti il re di Spagna Filippo III nel 1605 lo nominò cavaliere dell'Ordine del Toson d'oro.

### La guerra nelle Fiandre
L'arciduca Alberto d'Austria e l'infanta Isabella Clara Eugenia d'Asburgo, figlia di Filippo II di Spagna, erano stati da poco nominati governatori delle Fiandre e ben presto lodarono grandemente l'operato dello Spinola nella presa di Ostenda. Con la chiusura di questa campagna, Spinola si recò in Spagna per incontrare la corte del re che a quel tempo si trovava a Valladolid al fine di sapere se proseguire negli scontri. A Valladolid gli riuscì di ottenere il titolo di comandante in capo delle armate spagnole nelle Fiandre e nell'aprile dell'anno successivo era già di ritorno a Bruxelles da dove ebbe inizio una nuova campagna militare da lui personalmente guidata. Gran parte della guerra nei Paesi Bassi si concentrò sugli assedi, contro il comandante Maurizio di Nassau a guidare le difese dei rivoltosi olandesi.
Nel 1606 Ambrogio Spinola diede inizio all'Assedio di Groenlo e fece nuovamente poi ritorno in Spagna ove venne accolto con i massimi onori, ottenendo dal re la missione segreta di mantenere il controllo delle Fiandre in caso di morte dell'arciduca o di sua moglie, ma non poté contestualmente ottenere il titolo di "grande di Spagna" che tanto ardentemente desiderava. Sino alla firma della Tregua dei dodici anni nel 1609 egli continuò ad avere il comando delle armate spagnole nelle Fiandre con il titolo di generale, collezionando altri successi.
Nel 1611, però, la rovina finanziaria dello Spinola era ormai completa e riuscì a ripagarsi a malapena con le rendite garantitegli dal "grandato" che ottenne in quell'anno. Nel 1614 venne coinvolto nelle operazioni di insediamento di Cleves e Jülich. Allo scoppio della guerra dei trent'anni egli condusse una vigorosa campagna nel Palatinato inferiore che incluse il saccheggio di molte città e villaggi tra i quali Drais che lo ricompensò del rango di capitano generale. Dopo la ripresa della guerra con i Paesi Bassi nel 1621, egli ottenne la maggiore vittoria della sua carriera con la presa di Breda dopo un lungo assedio (28 agosto 1624 - 5 giugno 1625), malgrado i numerosi tentativi di Maurizio di Nassau di contrastare in ogni modo tale impresa. L'evento è tra l'altro il soggetto del grande quadro di Velázquez, La resa di Breda, conosciuto anche con il nome spagnolo di Las Lanzas, ove figura anche Spinola come uno dei personaggi principali.

#### La presa di Breda

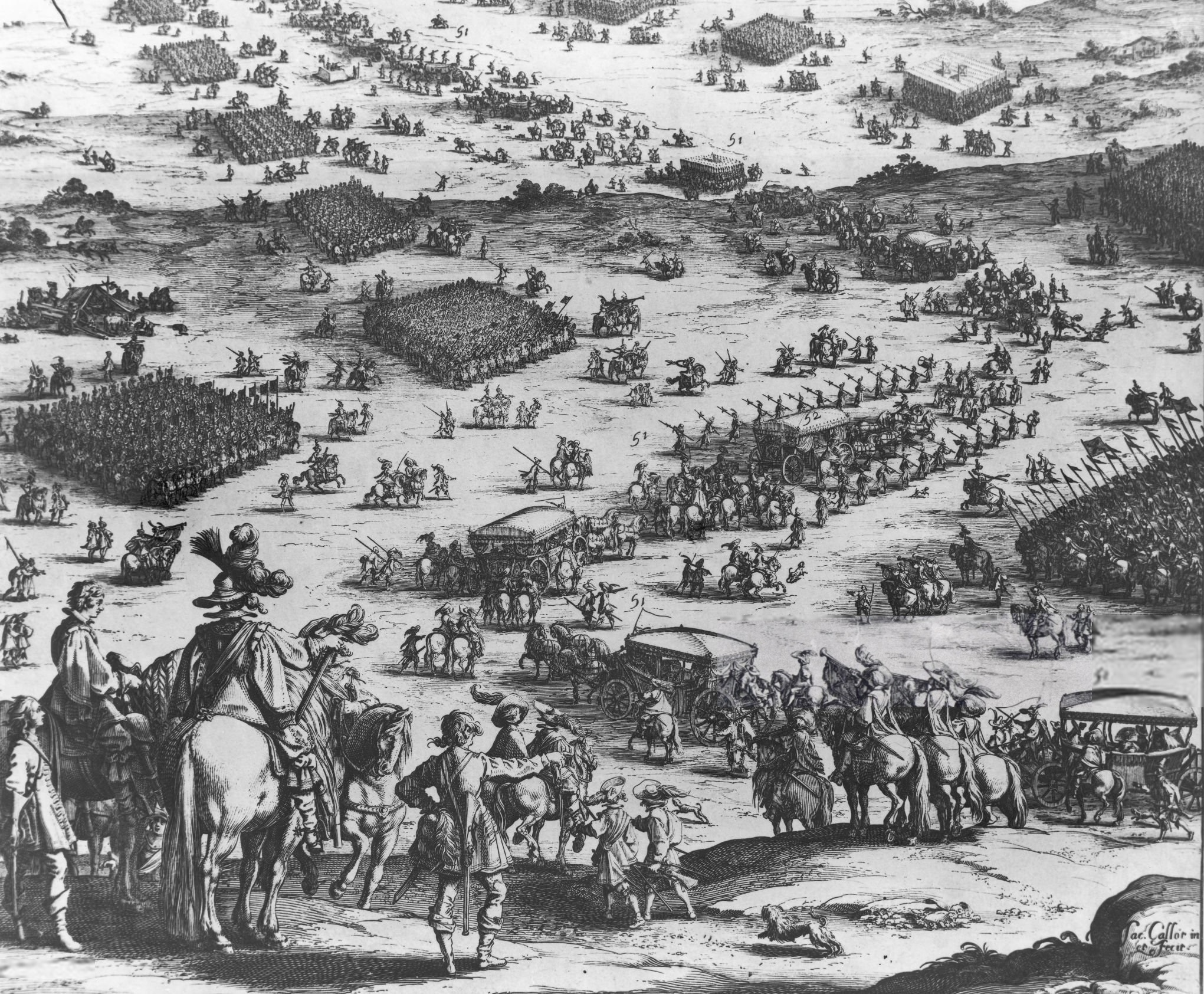
L'assedio di Breda.

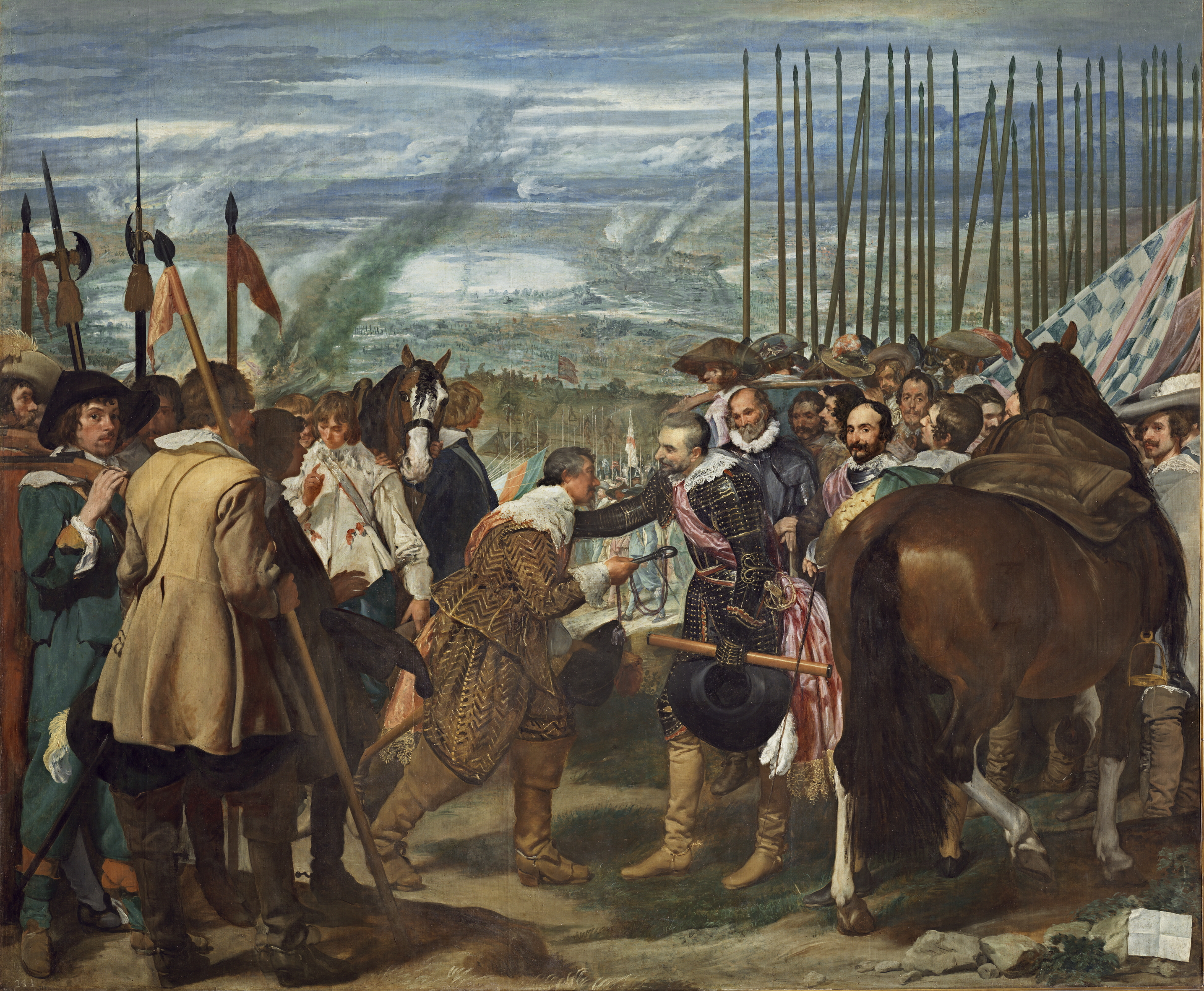
Giustino di Nassau semi inginocchiato che porge le chiavi della fortezza di Breda ad Ambrogio Spinola, Diego Velázquez, La resa di Breda, 1634-1635

La presa di Breda rappresentò per Ambrogio Spinola il culmine della sua carriera militare, malgrado la mancanza di fondi paralizzasse il governo spagnolo ed il nuovo favorito del re, il duca di Olivares fosse geloso dei successi del generale. Spinola non poté evitare che Federico Enrico di Nassau assediasse e prendesse possesso di Groenlo, il che rappresentò un bello schiaffo dopo la presa di Breda. Nel gennaio del 1628 Spinola fece ritorno in Spagna e si risolse a dire al re che non avrebbe ripreso il comando delle armate spagnole nelle Fiandre se non gli fosse stato accordato il debito supporto a livello di truppe. A Madrid dovette subire l'insolenza di Olivares il quale cercò di ritenerlo l'unico responsabile della perdita di Groenlo e questo convinse Ambrogio a desistere dal fare ritorno nelle Fiandre. Dopo il glorioso assedio, Spinola ottenne il titolo di Marchese di Los Balbases.

### Gli ultimi anni

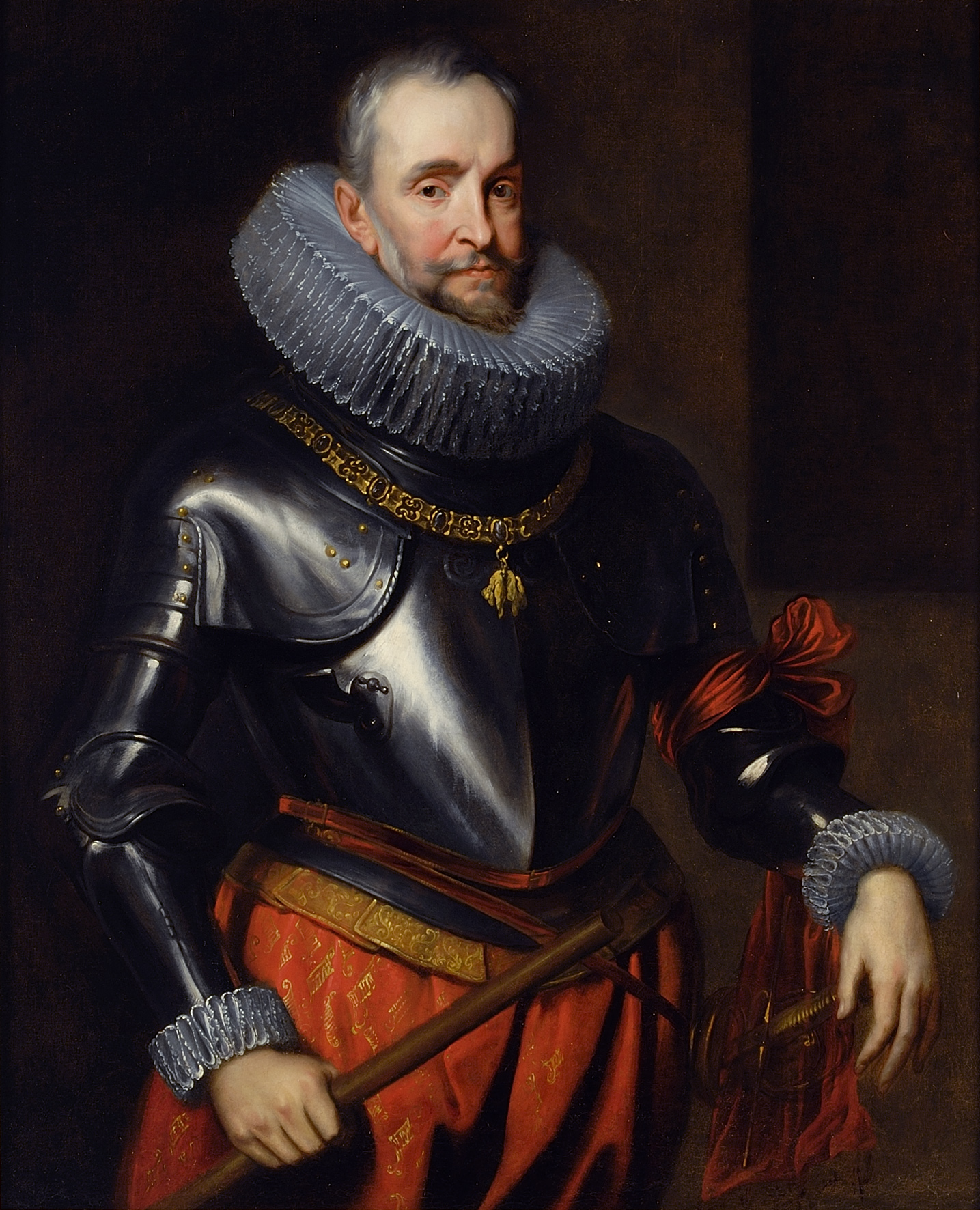
Ambrogio Spinola in un dipinto del 1628 di Antoon van Dyck.

Il governo spagnolo aveva iniziato la guerra di successione di Mantova e del Monferrato per prevenire che il ducato del Monferrato cadesse sotto il controllo della dinastia filo francese dei Gonzaga-Nevers. Ambrogio Spinola fu nominato nel luglio del 1629 governatore dello Stato di Milano e ministro plenipotenziario, in sostituzione di Gonzalo Fernández de Córdoba. Quest'ultimo scontava il suo fallimento nel primo assedio di Casale Monferrato. Nel marzo del 1629 l'intervento di Luigi XIII di Francia nel teatro bellico italiano aveva infatti determinato la sconfitta di Carlo Emanuele (alleato della Spagna) presso il colle del Monginevro (Susa e Chiomonte). A tale sconfitta era seguito il trattato di Susa e la fine dell'assedio di Casale. Ambrogio Spinola sbarcò a Genova il 19 settembre 1629. Spinola aveva tra i suoi primi obiettivi la conquista dell'importante piazzaforte di Casale Monferrato. Vittima di intrighi diplomatici e privo di adeguate forze militari non riuscì nell'impresa. Spinola si ammalò proprio durante il secondo assedio di Casale. Abbandonato dagli spagnoli, ebbe un'ultima consolazione di vedersi consegnata la città di Casale grazie all'intervento del Mazzarino, all'epoca segretario del legato pontificio che stava negoziando la pace. Il 25 settembre 1630 morì a Castelnuovo Scrivia, probabilmente a causa dell'epidemia di peste di quell'anno, pronunciando secondo la tradizione le parole «onore» e «reputazione».

## Nella letteratura
- Ad Ambrogio Spinola è dedicata la raccolta di madrigali Il Fior novello, musica a cinque voci, libro primo di Giovanni Maroni, edita a Venezia da Ricciardo Amadino nel 1596.
- Manzoni lo cita nei capp. XXVIII e XXXI de I promessi sposi come governatore di Milano durante la peste.

## Matrimonio e figli
Il duca Ambrogio Spinola sposò nel 1592 la contessa Giovanna Basadonne. La coppia ebbe tre figli:
- Filippo Spinola (17 luglio 1594 - 1659). Nel 1607 dimorò insieme al fratello minore Agostino presso la corte imperiale di Madrid, dove entrambi divennero paggi della regina Margherita d'Asburgo. Nel 1611 tornò in Italia per occuparsi degli affari di famiglia e inoltre svolse qualche missione diplomatica per conto del genitore; successivamente venne avviato alla carriera militare e seguì il genitore in tutte le sue spedizioni, sino al 1630, quando questi morì e gli succedette come II duca di Sesto e marchese di Los Balbases. L'anno successivo venne anch'esso insignito del collare dell'Ordine del Toson d'oro. Successivamente fu nominato generale della cavalleria concentrata nello Stato di Milano. Partecipò alla battaglia di Nördlingen, accanto al cognato Diego Messía Felípez de Guzmán.
- Agostino Spinola (27 agosto 1597 - 12 febbraio 1649). Dopo aver vissuto a Madrid insieme al fratello maggiore, fu avviato alla carriera ecclesiastica. L'11 gennaio 1621, all'età di ventitré anni, fu nominato cardinale dal papa Paolo V, su esplicita istanza del re di Spagna Filippo III d'Asburgo.
- Polissena Spinola (morta nel 1639). Sposò in prime nozze il marchese Diego Messía Felípez de Guzmán.

Ambrogio Spinola sposò in seconde nozze Maria, figlia di Carlo di Guisa, duca d'Aumale.